# Castle of Park (Aberdeenshire)

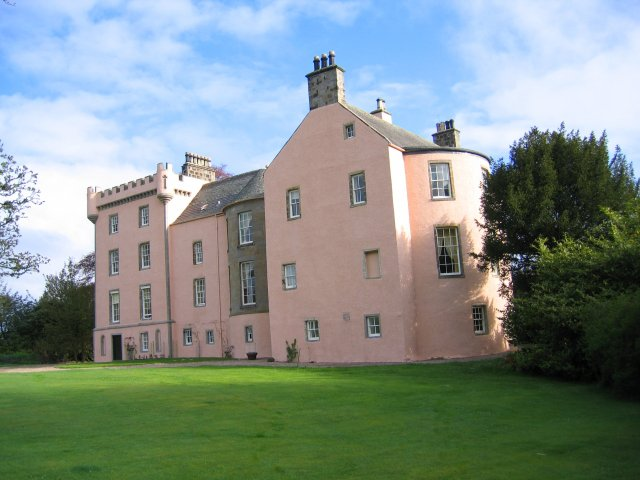
Castle of Park

Castle of Park, auch Park House, ist ein Herrenhaus nahe der schottischen Ortschaft Cornhill in der Council Area Aberdeenshire. 1972 wurde das Bauwerk in die schottischen Denkmallisten in der höchsten Denkmalkategorie A aufgenommen. Des Weiteren sind der zugehörige Gutshof und die Lodge separat als Kategorie-C-Bauwerke gelistet.

## Geschichte
Das Anwesen wurde erstmals im Jahre 1252 erwähnt. Bei den ältesten Fragmenten des heutigen Herrenhauses handelt es sich um ein Tower House mit Z-förmigem Grundriss, das 1563 am Standort neu gebaut wurde. Mit dem Bankrott von John Abernethy, 8. Lord Saltoun im Jahre 1605 fiel das Baronat an den Clan Gordon. Der erste Laird war John Gordon, 1. Baronet (of Park). Im Laufe des 18. Jahrhunderts wurde Castle of Park dreimal erweitert, nämlich 1717, 1723 und gegen Ende des Jahrhunderts. Weitere Bauphasen begannen 1829, 1876 und zuletzt 1918.

## Beschreibung
Castle of Park steht wenige hundert Meter südöstlich von Cornhill. Die Fassaden des dreistöckigen Herrenhauses mit grob H-förmigem Grundriss sind mit Harl verputzt. Das ursprüngliche Tower House mit Z-förmigem Grundriss ist anhand seiner abschließenden zinnenbewehrter Türme noch erkennbar. Verschiedene Baustile, wie ein neogotischer Turm und eine klassizistische Fassade, spiegeln die lange Baugeschichte wider.
Die einstöckige Gate Lodge wurde um die Mitte des 18. Jahrhunderts errichtet. Sie flankiert die Torzufahrt zu Castle of Park an der B9023 rund 300 m nördlich des Herrenhauses. Ihre Harl-verputzte Hauptfassade ist zwei Achsen weit. Das Dach ist mit grauem Schiefer eingedeckt.
Der aus mehreren Gebäuden bestehende Gutshof befindet sich rund 150 Meter westlich von Castle of Park. Er wurde 1867 errichtet.